# 舍斯泰里夫卡
50°11′21″N 36°55′10″E / 50.18917°N 36.91944°E
舍斯泰里夫卡（烏克蘭語：Шестерівка）是位於烏克蘭東部的村莊，由哈爾科夫州丘胡伊夫区的沃夫昌斯克市鎮負責管轄。該村始建於1670年，面積0.35平方公里，海拔高度117米，2001年人口12。